# II. Ottó német-római császár

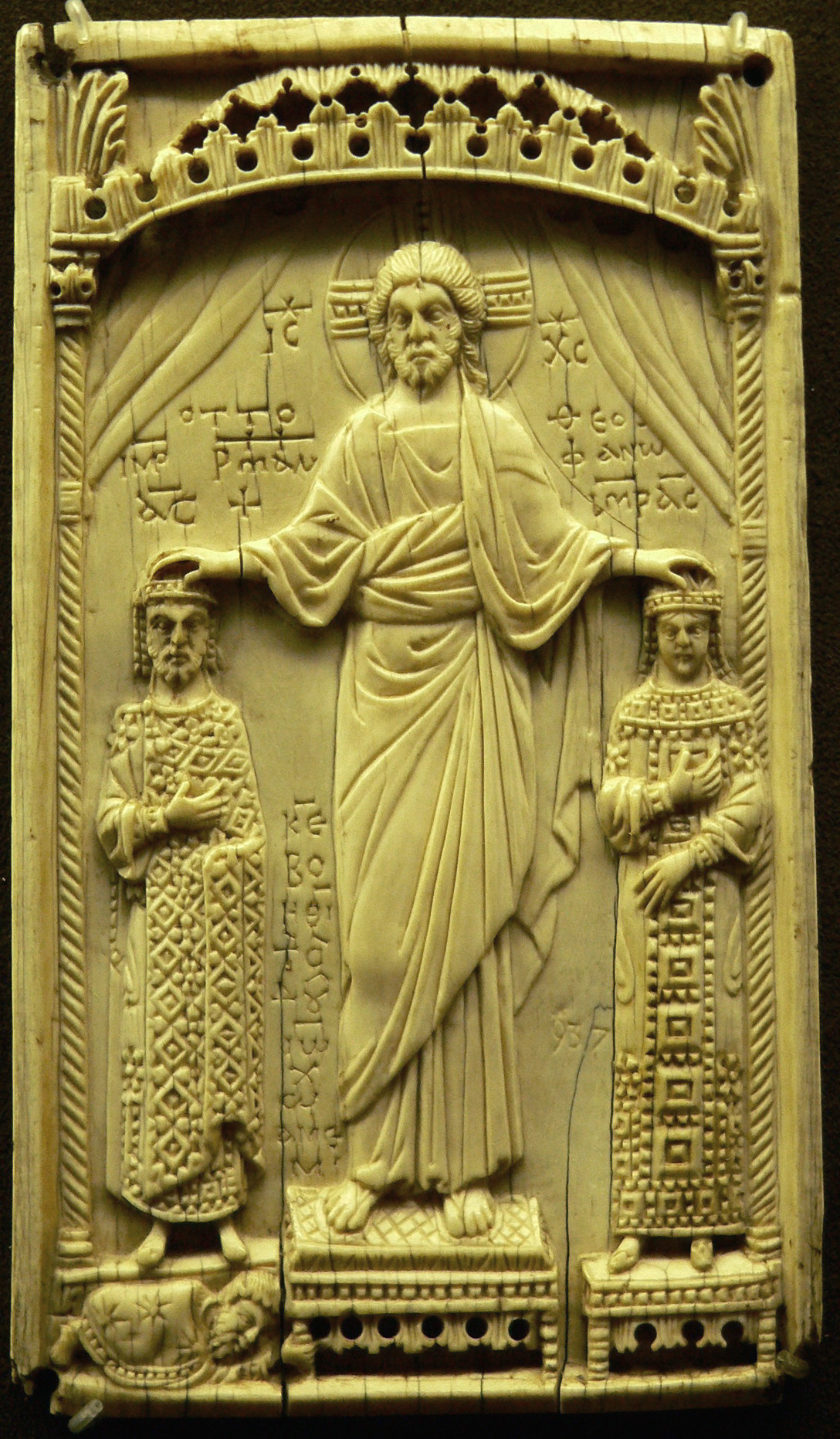
II. Ottó és Theophanu Krisztus áldó keze alatt

II. Ottó vagy Vörös Ottó (németül: Otto II. der Zweite), (955. – Róma, 983. december 7.), német társkirály 961-től, egyeduralkodó 973-tól, a Német-római Birodalom második császára 967-től haláláig.

## Élete

### Ifjúsága
I. (Nagy) Ottó császár (912–973) harmadik fiaként született édesapjának második házasságából, Adelheid felső-burgundiai hercegnőtől. 961-ben hatévesen koronázták német királlyá. 973-ban édesapja halála után a birodalom nemessége felől érkező mindennemű ellenállás nélkül követte apját a császári trónon. A súrlódás nélküli hatalmi folytonosság apjának sikeres politikájának következménye volt, aki már 967-ben társcsászárrá emeltette fiát. (A ceremóniát XIII. János pápa végezte.)
II. Ottónak nem sikerült „bíborbanszületett” császárnét találni, de az unokahúgát feleségül adta hozzá a bizánci császár, ezzel jelezve, hogy elismeri a nyugati császár hatalmát.
Ottó udvarában – javarészt felesége, a művelt Theophanu hatására – virágzó szellemi életet alakított ki, melynek során itáliai gondolkodókat is udvarába hivatott. Ottó elképzelései az itáliai politika kérdésében részben ennek eredményeképpen formálódtak ki.

### A hatalom megszilárdítása
Ottó uralmának első hét évét hatalmának megszilárdításával töltötte. Lotharingiával szembe kellett néznie francia támogatással a 939-es felkelés során elesett Giselbert unokaöccsei kezdtek mozgolódni, a titokban a trónra igyekvő Civakodó Henrik bajor herceg pedig II. Boleszláv cseh fejedelemmel lépett szövetségre ellene. Ottó Henriket fogságba vetette, majd Boleszláv ellen fordult volna, de ekkor I. Harald dán király tört be az Északi-Markba. Miután visszaszorította őket, hadserege élén benyomult Jylland területére, és Harald kénytelen volt elismerni hűbérurának. Ottó így a Schlei öbölig biztosította birodalmának határát (974).
Csak ezt követően tudott Boleszláv ellen vonulni, ám a csehországi hadjárat 975-ben sikertelenül végződött. Ennek következményeképp a fogságából kiszabaduló Henrik 976-ban felkelt ellene, amit Ottó levert. Henriket megfosztotta trónjától, a túl nagy és ezért mindenkori hercegének túlságosan is sok hatalmat biztosító Bajorországról pedig leválasztotta az Osztrák őrgrófságot, Karintiát és Veronát, melyeket önálló grófságokká alakított át. Minthogy lépéseivel jelentősen gyengítette a Liudolfing család hatalmát, édesanyja befolyása is csökkent az udvarban.
Miután Giselbert unokaöccsei megkapták örökségüket, Lothár francia király fivére, Károly pedig megkapta Alsó-Lotaringia hercegségét, Lotaringia is elcsendesedett. 977-ben sikerrel hódoltatta meg Boleszlávot is, úgy tűnt, vége szakad a belháborúnak. Ám ekkor három Henrik: az elűzött bajor herceg, az újonnan kinevezett karintiai, valamint a passaui püspök szított ellene felkelést. Ezt I. Ottó sváb herceg segítségével hamarosan leverte, Karintiát pedig 978-ban a néhai Vörös Konrád fiának, Ottónak adományozta.

### Franciaországi harcok
Ottó lotharingia adományozásával kiváltotta Károly bátyja, Lothár király haragját, aki hadba vonult ellene. Az akció olyan hirtelen váratlanul érte az Aachenben időző császárt, hogy várandós feleségével együtt kis híján foglyul ejtették. Ez 978 júniusában történt. A megtorló hadjáratban Ottó egészen Párizsig jutott, Montmartre magaslatán ütött tábort onnan fenyegetvén a franciákat. Lothár kísérlete Lotaringia visszaszerzésére ezzel kudarcot vallott, 980-ban Chiersben aztán végleg le is mondott a tartományra támasztott igényéről.

### Itáliai hadjárat
Ottó fő külpolitikai céljai között szerepelt Dél-Itália meghódítása. 980-ban tehát Itáliára tört, és visszahelyezte Rómába az elűzött VII. Benedek pápát, majd az arab és bizánci befolyás visszaszorítására délnek indult. A bizánciaktól sikerült ugyan elvennie Bari és Tarentum városát, de Squillace mellett 982-ben vereséget szenvedett – az előzetes, contronei ütközetben elesett – Abul-Hasem palermói emír csapataitól. Az ütközetet követően maga a császár is csak a csodával határos módon menekült meg a fogságtól.

### Belpolitika
Ottó hatalma megszilárdítása után sikeres belpolitikát folytatott. A 983. májusi veronai birodalmi gyűlésen a német nemesség biztosította támogatásáról a dél-német hercegségek megszállása során. Ottó fiának, III. Ottónak utódlását is el tudta fogadtatni, akit 3 évesen már királlyá választottak. Ezután Rómába ment az Örök Város új püspöke, XIV. János pápa beiktatásának ürügyén. Itt is lelte halálát, melyet malária (más források szerint egyfajta lázas bélelégtelenség) okozott.
Ottó itáliai veresége a szláv területekre is eljutott. Hatalmas szláv felkelés robbant ki: liuticsok, obodritok és más törzsek rohama az Elba vonaláig szorította vissza a német uralmat, de a csehek és a dánok is mozgásba jöttek. A 983 nyarán történt eseményekről azonban Ottó már nem kaphatott hírt.
Földi maradványai a római Szent Péter-bazilika előcsarnokában nyugszanak. Ő az egyetlen itt eltemetett német császár.

## Megítélése
Ottót a kortársak önfejű, kiegyensúlyozatlan uralkodónak ítélték meg, azonban az utókor eltérő véleménnyel van róla. Minden kritika ellenére fontos megemlíteni a legnagyobb eredmények között, hogy II. Ottó az apja által összekovácsolt birodalmat képes volt összetartani.

## Családja
II. Ottó 972. április 14-én kötött házasságot Theophanu bizánci hercegnővel (958 – 991. június 15.), I. Ióannész bizánci császár (969–976) leányával, akitől négy gyermeke született:
- Zsófia[5] (975 nyara/ősze – 1039. január 30.),
- Adelheid[5] (977 – 1044. január 14.),
- Matilda[5] (979 nyara – 1025. november 4.)
- Ottó[5] (980 júliusa – 1002. január 23.), a későbbi III. Ottó császár,
- Ismeretlen nevű leány.